# Biomineralisering
Biomineralisation är en process där levande organismer producerar mineraler. Metoden för att förhårdna redan existerande vävnad är mycket vanligt förekommande i naturen. Alla taxonomiska riken visar exempel på biomineraliering. Det förekommer till exempel hos alger eller prokaryoter, men det mest kända exemplen är snäckornas skal eller skelettet i kroppen. Idag känner man till minst 60 olika ämnen som kan biomineraliseras.

## Prokaryoter
Mineraler i bakterier eller arkéer kan ha många olika funktioner. Oftast hör det ihop med att organismen lever i extrema habitat och förhållanden. Exempel på biomineraliserade vävnader i prokaryoter är magnetosomer. Men det förekommer mer än så och en hel del är fortfarande oklart. En viss art av cyanobakterie i släktet Gloeomargarita innehåller granuler av mineralet bensonit [(Ba,Sr)6(Ca,Mn)6Mg(CO3)13]. En enda bakterie kan innehålla mer än tio granuler, runda, vita strukturer av detta ämne som består av mineralerna barium, strontium och magnesium, samtidigt som bakterien bara är 2 µm stor. Det är fortfarande oklart, men teorier förekommer om varför Gloeomargarita utvecklar granuliter av mineral. Bakterien lever i alkaliska miljöer med höga pH-värden, och granulerna skulle kunna fungera som ett kemiskt skydd mot dessa extrema förhållanden. Andra exempel är biomineralisation av polyfosfater, svavel och kol. Inorganiskt PO43- hämtas från tillgänglig fosfor och fungerar som reserver när tillgången på fosfater och nukleinsyror är låg. Då fungerar mineralerna som ett ersättande substitut till nukleinsyrorna, som bakterien kan syntetisera. En del prokaryoter syntetiserar även ATP från ADP på det viset och kan utvinna energi. Organismer som lagrar svavel är svavelbakterier till exempel. 
Svavelhaltiga granuler används för att generera elektroner och få energi i metabolismen. Man säger att dessa prokaryoter är kemolitotrofa, de får energi från kemiska reaktioner.

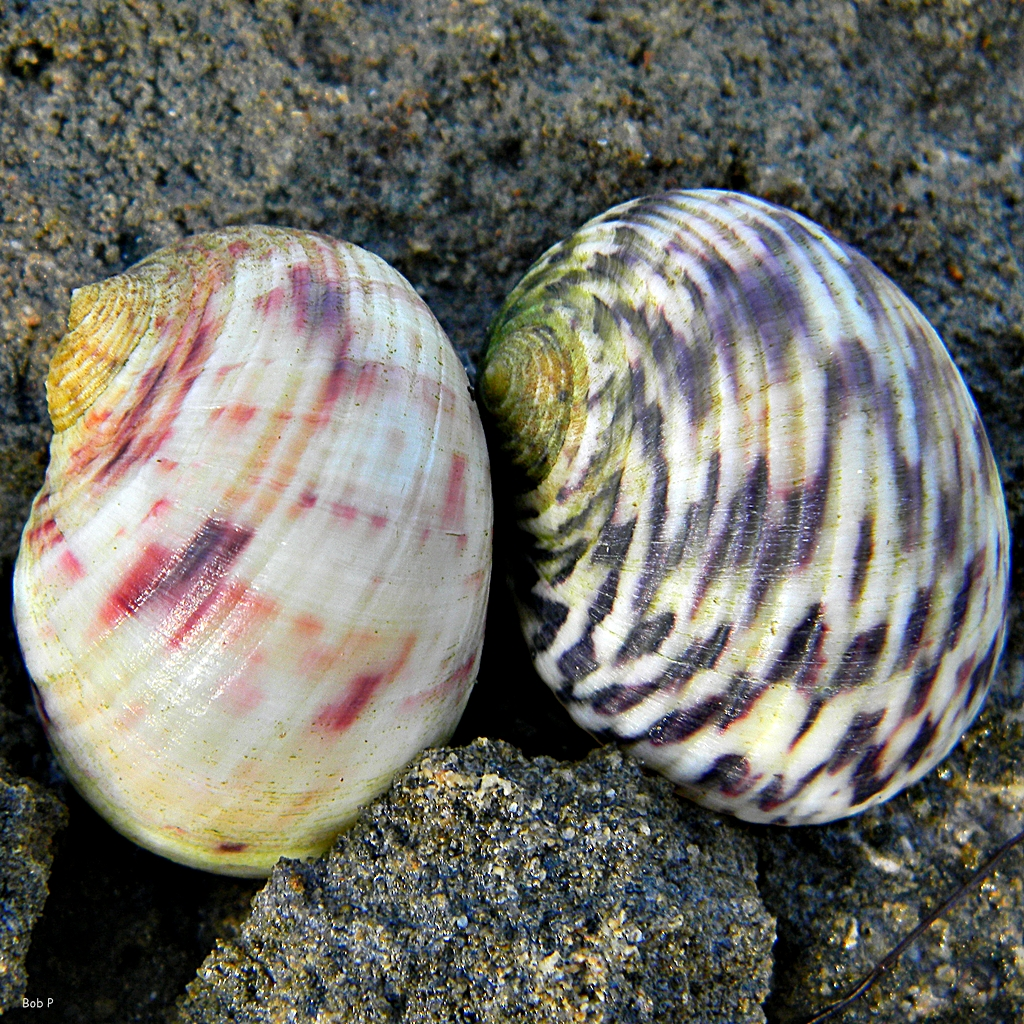
Två skal av arten Nerita peloronta.

## Eukaryoter
I flercelliga organismer kan biomineralisering utveckla mer komplexa strukturer. Vanligast förekommande mineralerna är fosfater och karbonater som är salter av kalcium. Dessa konjugerar med organiska ämnen som kollagen och kitin för att bilda skal och ben. Principiellt har strukturerna två större funktioner: skydd mot predatorer och stöd. Evertebrater använder ofta skal eller hårda exoskelett som skydd för rovdjur, som lugnsnäckor eller musslor som gömmer sig i sina skal när fara hotar. Vertebrater som däggdjur eller amfibier, för att nämna två exempel, förlitar sig på skelettet för lokomotion. Alger och växter kan lagra kisel, som ett försvar mot att bli uppätna. Kiselinnehållande växter undviks ofta eftersom de är svåra att förtära och sliter på tänder eller mundelar. Svamp producerar ofta biomineraler som innehåller koppar. Kopparkarbonat produceras från föreningar av (NH4)2CO3 och CuCl2. Mineralerna produceras sedan i speciella proteiner. En del arter, som Aspergillus niger kan även tolerera lagring av uran, som är skadligt för de flesta organismer. Svampen blir skadlig att förtära i större mängder. 

## Evolution
Fenomenet är gammalt. Det äldsta funna beviset på biomineralisation är ca 750 miljoner år gammalt och uppstod under neoproterozoikum. Vissa svampdjur kan ha format kalcitbaserade skelett redan för 660 miljoner år sedan, för att få en mer stabil struktur. Man kan fortfarande finna fossil av ortoceratit eller trilobiter med yttre skal som skydd. 
Principerna för fenomenet har alltid varit desamma och varit evolutionärt funktionella, varpå de har förblivit kvar ända till vår tid, till och med utvecklats att bilda flera former.

## Astrobiologi
Möjligtvis kan även biomineraler utgöra en viktig faktor för extraterrestriala livsformer, därför förekommer hypoteser om att de skulle spela en viktig roll i att söka efter spår av liv på Mars eller Jupiters måne Europa. Genom att kemiskt analysera mineraler kan man komma fram till om de en gång utgjort en beståndsdel för liv. 

## Förutsättningar
För att bilda anatomiska strukturer av detta slaget krävs en del förutsättningar. Höga temperaturer, tryck eller ett särskilt pH-värde. Man kan dra slutsatsen att de första biomineralstrukturerna bildades under extrema förhållanden i de tidigaste eonerna i jordens historia. Prokaryoter var de första att utnyttja biomineralisering. När förökade sig via binärisk fission fick alltfler individer egenskaper som ärvdes vidare vida utbyte av genetiskt material mellan bakterier. Hos eukaryoter måste embryot redan börja bilda strukturerna för att de senare ska finnas med. Maneter saknar ett fast skelett, medan koraller förlitar sig på det som stöd. Korallernas embryo kodar för genetiska egenskaper för fasta skelett, vilket inte maneterna gör.